# Carmine Infantino
Carmine Infantino   (Brooklyn, 24 de maig de 1925 - Manhattan, 4 d'abril de 2013) va ser un autor de còmics i editor estatunidenc, principalment per a DC Comics, durant el període de finals dels anys cinquanta i principis dels seixanta conegut com l'Edat de Plata dels Còmics. Entre les seves creacions de personatges hi ha el Black Canary i la versió de l'Edat de Plata de Flash amb el guionista Robert Kanigher, Elongated Man amb John Broome, l'encarnació de Batgirl per Barbara Gordon amb el guionista Gardner Fox, Deadman amb el guionista Arnold Drake, i Christopher Chance, la segona iteració de l' Objectiu Humà, amb Len Wein.
Va ser inclòs al Saló de la Fama del Premi Will Eisner dels còmics l'any 2000.

## Biografia
Carmine Infantino va néixer amb l'ajuda d'una llevadora a l'apartament de la seva família a Brooklyn, Nova York. El seu pare, Pasquale "Patrick" Infantino, nascut a la ciutat de Nova York, era originalment un músic que tocava el saxòfon, el clarinet i el violí, i tenia una banda amb el compositor Harry Warren. Durant la Gran Depressió, va dedicar-se a la carrera de lampista amb llicència. La mare d'Infantino, Angela Rosa DellaBadia, va emigrar de Calitri, una ciutat muntanyosa al nord-est de Nàpols, Itàlia.

Infantino va estudiar a les escoles públiques 75 i 85 de Brooklyn abans d'anar a l'Escola d'Art Industrial (més tard rebatejada com a Escola Superior d'Art i Disseny) de Manhattan. Durant el seu primer any d'institut, Infantino va començar a treballar per a Harry "A" Chesler, l'estudi del qual era un dels pocs "embaladors" de còmics que creaven còmics complets per a editorials que buscaven entrar en el camp emergent de l'Edat Daurada dels còmics dels anys 30 i 40. Com va recordar Infantino:
| «                    | De jove, anava per les empreses, intentava conèixer gent, però no passava mai res. Un dia vaig anar a aquest lloc del carrer 23, un vell magatzem atrotinat, i vaig conèixer en Harry Chesler. Em van dir que era un noi dolent, que utilitzava gent i que acceptava artistes. Però va ser molt amable amb mi. Em va dir: "Mira, noi. Si véns aquí, et donaré un dòlar al dia, només estudia art, aprèn i creix". Va ser molt amable de la seva part, vaig pensar. Ho va fer per mi durant tot un estiu. | » |
| — Carmine Infantino, | |   |

Infantino era l'oncle del músic Jim Infantino, l'àlbum del qual del 2003 , They're Everywhere, incloïa una cançó anomenada "The Ballad of Barry Allen". Infantino va crear la il·lustració de la portada de l'àlbum.

## Carrera professional
Amb Frank Giacoia al llapis, Infantino va entintar el personatge "Jack Frost" a USA Comics núm. 3 (amb portada datada el gener de 1942), de Timely Comics, la precursora de Marvel Comics. Va escriure a la seva autobiografia que:
| «                    | ...En Frank Giacoia i jo estàvem en contacte constant. Un dia del 1940 vam decidir anar a Timely Comics... per veure si podíem aconseguir feina. Ens van donar un guió anomenat "Jack Frost" i aquella història es va convertir en la nostra primera obra publicada. En Frank feia els llapis i jo l'entintat. Joe Simon era l'editor i ens va oferir a tots dos una feina de plantilla. En Frank va deixar els estudis i va acceptar la feina. Jo volia deixar-los desesperadament i li vaig dir al meu pare que era una gran oportunitat. Em va dir: "De cap manera! Acabaràs els estudis". Les coses anaven molt malament, ell estava desesperat per diners, però no em deixava deixar-los. Em va dir: "L'escola és el primer. Si ets tan bo, la feina hi serà més tard". No puc estimar prou aquest home per això. Així que en Frank va acceptar la feina i jo no. Tenia 15 o 16 anys i vaig seguir fent les meves rondes a principis dels 40, buscant feina autònoma mentre continuava els meus estudis. | » |
| — Carmine Infantino, | |   |

Infantino finalment va treballar per a diverses editorials durant la dècada, dibuixant històries de Human Torch i Angel per a Timely; històries d'Airboy i Heap per a Hillman Periodicals; treballant per a l'embalador Jack Binder, que subministrava Fawcett Comics; breument a Holyoke Publishing; i després va aterrar a DC Comics. La primera obra publicada d'Infantino per a DC va ser "The Black Canary", una història de sis pàgines de Johnny Thunder a Flash Comics, núm. 86 (agost de 1947) que presentava la superheroïna Black Canary. La llarga associació d'Infantino amb els mites de Flash va començar amb "La ciutat secreta", una història a All-Flash núm. 31 (octubre-novembre de 1947). A més, va esdevenir un artista habitual de Green Lantern de l'Edat d'Or i de la Societat de la Justícia d'Amèrica.
Durant la dècada del 1950, Infantino va treballar com a autònom per a la companyia de Joe Simon i Jack Kirby, Prize Comics, dibuixant la sèrie Charlie Chan. De tornada a Washington DC, durant una pausa en la popularitat dels superherois, Infantino va dibuixar westerns, detectivesc i de ciència-ficció.

### L'Edat de Plata
El 1956, l'editor de DC Julius Schwartz va assignar Infantino i l'escriptor Robert Kanigher al primer intent de la companyia de reviure superherois: una versió actualitzada de Flash, que apareixeria al número 4 (octubre de 1956) de la sèrie antològica Showcase. Infantino va dissenyar l'ara clàssic uniforme vermell amb detalls grocs (que recordaven a la Capitana Marvel), esforçant-se per mantenir-lo el més elegant possible, i va recórrer a les seves habilitats de disseny per crear un nou llenguatge visual per representar la velocitat de Flash, utilitzant línies de moviment verticals i horitzontals per fer que la figura sigui un borrós vermell i groc. L'èxit de Flash va anunciar el retorn total dels superherois i l'inici del que els fans i historiadors anomenen l'Edat de Plata dels còmics.
Infantino va dibuixar "Flash of Two Worlds", una història, històrica publicada a The Flash, núm. 123 (setembre de 1961) que va introduir Terra-Dos i el concepte del multivers a DC Comics. Infantino va continuar treballant per a Schwartz en els seus altres llargmetratges i títols, sobretot a "Adam Strange" a Mystery in Space, succeint l'artista inicial del personatge, Mike Sekowsky. El 1964, Schwartz va ser el responsable de reviure els títols esvaïts de Batman. L'escriptor John Broome i l'artista Infantino van descartar els aspectes més absurds de la sèrie (com ara Ace the Bat-Hound i Bat-Mite) i van donar al "New Look" Batman i Robin una direcció més detectivesca i un dibuix més elegant que va resultar ser una combinació encertada.
Altres característiques i personatges que Infantino va dibuixar a DC inclouen "The Space Museum" i Elongated Man. Amb Gardner Fox, Infantino va cocrear el Blockbuster a Detective Comics  núm.345 (novembre de 1965) i Barbara Gordon com una nova versió de Batgirl a Detective Comics  núm.359 (gener de 1967). L'escriptor Arnold Drake i Infantino van crear el superheroi sobrenatural Deadman a Strange Adventures núm. 205 (octubre de 1967). Aquesta història incloïa la primera representació coneguda de narcòtics en una història aprovada per la Comics Code Authority.

### Director editorial de DC Comics
A finals de 1966/principis de 1967, Irwin Donenfeld va encarregar a Infantino que dissenyés les cobertes per a tota la línia de DC. Stan Lee, ho va saber i es va acostar a Infantino amb una oferta de 22.000 dòlars per passar a Marvel. L'editor Jack Liebowitz va confirmar que DC no podia igualar l'oferta, però que podria ascendir Infantino al càrrec de director artístic. Inicialment reticent, Infantino va acceptar el que Liebowitz plantejava com un repte i es va quedar amb DC. Quan DC va ser venuda a Kinney National Company, Infantino va ser ascendit a director editorial. Va començar contractant nous talents i ascendint artistes a llocs editorials. Va contractar Dick Giordano de Charlton Comics i va fer editors els artistes Joe Orlando, Joe Kubert i Mike Sekowsky. Nous talents com l'artista Neal Adams i l'escriptor Dennis O'Neil van ser incorporats a l'empresa. Diversos dels personatges més antics de DC van ser renovats per O'Neil, incloent-hi Wonder Woman; Batman; Green Lantern i Green Arrow i Superman.
El 1970, Infantino va signar un contracte amb DC Comics amb l'artista estrella i col·laborador narratiu de Marvel Comics, Jack Kirby. Començant amb l'amic de Superman, Jimmy Olsen, Kirby va crear la seva saga Fourth World que es va entrellaçar amb aquest títol existent i tres noves sèries que va crear. Després que els títols de "Fourth World" fossin cancel·lats, Kirby va crear diverses altres sèries per a DC, com ara OMAC, Kamandi, The Demon i, juntament amb el seu antic soci Joe Simon per última vegada, una nova encarnació de Sandman abans de tornar a treballar com a autònom per a Marvel el 1975.

### Editor de DC Còmics
Infantino va ser nomenat editor de DC a principis de 1971, durant una època de disminució de vendes dels còmics de la companyia, i va intentar diversos canvis. En un esforç per augmentar els ingressos, va augmentar el preu de portada dels còmics de DC de 15 a 25 centaus, augmentant simultàniament el nombre de pàgines afegint reimpressions i noves funcions de còpia de seguretat. Marvel va afrontar l'augment de preu i després va tornar a baixar a 20 centaus; DC es va mantenir a 25 centaus durant aproximadament un any, una decisió que finalment va resultar dolenta per a les vendes generals.
Infantino i l'escriptor Len Wein van cocrear la secció "Human Target" a Action Comics núm 419 (desembre de 1972). El personatge va ser adaptat en una sèrie de televisió de curta durada de l'ABC protagonitzada per Rick Springfield, que va debutar el juliol de 1992.
Després de consultar amb el guionista Mario Puzo sobre les trames de Superman:The Movie i Superman II, Infantino va col·laborar amb Marvel en la publicació crossover Superman vs. the Amazing Spider-Man. El gener de 1976, Warner Communications va substituir Infantino per l'editora de revistes Jenette Kahn, una persona nova en el camp dels còmics. Infantino va tornar a dibuixar com a autònom.

### Carrera posterior
Més tard, Infantino va dibuixar per a diversos títols per a Warren Publishing i Marvel, incloent-hi Star Wars, Spider-Woman, i Nova, d'aquesta última. La seva breu col·laboració amb Jim Shooter va veure la introducció de Paladin a Daredevil, núm 150 (gener de 1978). Durant el mandat d'Infantino a la sèrie Star Wars, va ser un dels títols més venuts de la indústria. El 1981, va tornar a DC Comics i va cocrear un revival de la pel·lícula "Dial H for Hero" amb l'escriptor Marv Wolfman en un encartament especial a Legion of Super-Heroes núm. 272 (febrer de 1981). Ell i l'escriptor Cary Bates van crear una història de reserva de Batman per a Detective Comics núm.500 (març de 1981). Infantino va tornar al títol The Flash amb el número 296 (abril de 1981) i va dibuixar la sèrie fins a la seva cancel·lació amb el número 350 (octubre de 1985). Va dibuixar The Flash núm. 300 (agost de 1981), que era en format Dollar Comics, i va ser un dels artistes del Justice League of America núm.200 (març de 1982) de mida doble, el seu capítol amb Flash i Elongated Man, personatges que havia cocreat.
Va ser un dels col·laboradors de la sèrie limitada DC Challenge el 1986. Altres projectes de la dècada del 1980 van incloure els dibuixos a llapis de The Daring New Adventures of Supergirl, una minisèrie de Red Tornado i un còmic vinculat a la sèrie de televisió V. El 1990, va seguir a Marshall Rogers com a artista de la tira còmica de Batman i la va dibuixar fins a la seva cancel·lació l'any següent. Durant la dècada del 1990, Infantino també va ensenyar a l'Escola d'Arts Visuals abans de jubilar-se. Malgrat la seva retirada, Infantino va fer aparicions a convencions de còmics a principis del segle XXI.
El 2004, va demandar DC pels drets d'uns personatges que al·legava haver creat mentre treballava com a autònom per a l'empresa. Aquests incloïen diversos personatges de Flash, com ara Wally West, Iris West, Capità Cold, Capità Boomerang, Mirror Master i Gorilla Grodd, així com Elongated Man i Batgirl. La demanda va ser desestimada el setembre d'aquell mateix any.
Una de les seves últimes històries per a la companyia va aparèixer a DC Comics Presents : Batman núm.1 (setembre de 2004), un homenatge a Julius Schwartz.
El dibuixant, Nick Cardy va comentar la popular però apòcrifa anècdota, explicada per Julius Schwartz, sobre Infantino que va acomiadar Cardy per no seguir un disseny de portada, només per tornar-lo a contractar moments després quan Schwartz va elogiar la portada errònia:
| «                  | En una de les convencions... vaig dir: «Saps, Carmine, Julie Schwartz va escriure alguna cosa a [la seva autobiografia] que no recordo gens i no sona gens a tu». I li vaig explicar l'incident... i ell va dir: «És una bogeria. Saps que sempre m'ha encantat la teva obra. Ostres, eres un dels millors artistes del negoci. El paio està boig». Així que vaig dir: «D'acord, vinga». Vam anar a la taula de Julie Schwartz i li vam explicar quin era el nostre problema. I Carmine i jo vam dir: «No recordem l'incident». Així que Julie va dir: «Bé, és una bona història, de totes maneres». [riu] I això va ser tot. Ho va deixar estar així. [riu] Simplement se la va inventar. | » |
| — Julius Schwartz, | |   |

Infantino va escriure o va contribuir a dos llibres sobre la seva vida i carrera: The Amazing World of Carmine Infantino  (Vanguard Productions,ISBN 1-887591-12-5), i Carmine Infantino: Penciler, Publisher, Provocateur  (Tomorrows Publishing,ISBN 1-60549-025-3 ).

## Mort
Infantino va morir el 4 d'abril de 2013, als 87 anys, a casa seva a Manhattan.

## Llegat
A la tercera temporada de la sèrie de televisió The CW The Flash, l'episodi 22 es titula "Infantino Street".
A l'especial de Nadal d'Amazon Prime Video del 2023, Merry Little Batman, Infantino apareix en un cameo a través d'un àudio d'arxiu.

## Premis
Els premis d'Infantino inclouen:
- Premi de la National Cartoonists Societyde 1958, Millor Còmic[31]
- Premi Alley de 1961, Millor número individual: The Flash núm.123 (amb Gardner Fox)[32]
- Premi Alley de 1961, Millor història: "Flash of Two Worlds", The Flash núm. 123 (amb Gardner Fox)[32]
- Premi Alley de 1961, Millor Artista[32]
- Premi Alley de 1962, Millor relat de llarga durada: "El planeta que es va estancar!", Mystery in Space núm.75 (amb Gardner Fox)[33]
- Premi Alley de 1962, Millor artista de llapis[33]
- Premi Alley de 1963, Millor Artista[34]
- Premi Alley de 1964, Millor relat curt: "Doorway to the Unknown", The Flash #148 (amb John Broome)[35]
- Premi Alley de 1964, Millor artista de llapis[35]
- Premi Alley de 1964, Millor portada de còmic ( Detective Comics núm. 329 amb Murphy Anderson)[35]
- Premi Alley de 1967, Millor relat complet: "Qui ha estat jegut a la meva tomba?", Strange Adventures núm. 205 (amb Arnold Drake)[36]
- Premi Alley de 1967, Millor nova tira: "Deadman" a Strange Adventures (amb Arnold Drake)[36]
- Premi Alley especial de 1969 per ser la persona "que exemplifica l'esperit d'innovació i inventiva en el camp del còmic"[37]
- 1985: Nomenat com un dels homenatjats per DC Comics a la publicació del 50è aniversari de l'empresa, Fifty Who Made DC Great.[38]
- 2000: Premi Inkpot[39]